# Сонгкхла (провинция)
Сонгкхла (тайск. สงขลา) — провинция Таиланда.
Административный центр — город Сонгкхла. Крупнейший город — Хатъяй. Административно провинция разделена на 16 ампхе.

## История
До 200 года провинция была частью старого Малайского королевства и находилась под влиянием государства Шривиджаяна. В период с 200 по 1400 годы Сонгкхла была северной окраиной малайского королевства Лангкасука. Затем провинция была частью Накхонситхаммарату и провела несколько попыток обретения независимости. С XVIII века Сонгкхла стала частью Таиланда.
С XVIII века в провинцию прибывают многие китайцы, особенно из провинций Гуандун и Фуцзянь. Один из китайских фермеров — Луанг Интхакхири (Ву Ранг) — разбогател и стал весьма влиятельным лицом в Сонгкхла (1769). В 1777 году он стал новым губернатором провинции. В 1786 предыдущий губернатор захотел вернуть власть совершив неудачное восстание. Потомки Интхакхири правили провинцией до 1901 года, когда принц Дамронг Раджанубхаб своими реформами сместил их из власти. С 1953 года дом семьи был превращен в национальный музей Сонгкхла.
Согласно англо-сиамскому договору 1909 года провинция была аннексирована Сиамом. 8 декабря 1941 года японская армия проводила здесь военные операции по захвату территорий Таиланда. В 2004 году провинция стала буферной зоной между сепаратистами Паттани и властями страны. В 2005 и 2007 годах в восточных регионах проходили террористические теракты и с 2005 года в районах Чена и Тхепха было объявлено военное положение.

## География
Провинция расположена на юге страны, граничит с провинциями Сатун, Пхаттхалунг, Накхонситхаммарат, Паттани и Яла, а также с малайзийскими штатами Кедах и Перлис.
Провинция Сонгкхла расположена на западном побережье Сиамского залива, на восточном побережье Малайского полуострова. Около города Сонгкхла размещены несколько мелких островов и скал. Наивысшей точкой провинции является гора Лиап на западе, с высотой 932 м, в горном хребте Санкалакхири. На севере расположена группа крупнейших озер страны — Луанг с Сап, Сонгкхла, Ной.
На юге, на границе с Малайзией, расположены 2 национальных парка — Санкалакхири (площадь 214 км²) и Кхаонамкханг. В озере Сонгкхла охраняется небольшая популяция иравадийского дельфина.
На мысе Самил, что в городе Сонгкхла, находится один из крупнейших природных пляжей Таиланда.
Климат тропический, территория покрыта влажными дождевыми лесами и манграми. На территории провинции (частично — в провинции Пхаттхалунг) расположен крупнейший естественный водоём — озеро Сонгкхла. На востоке провинция омывается водами Сиамского залива.

## Население
Население — 1 480 468 человек (2010), проживающих на территории 7 393,9 км². Около 75 % жителей исповедуют буддизм, около четверти — ислам. Удельный вес мусульман увеличивается у границы с Малайзией.

## Административное деление

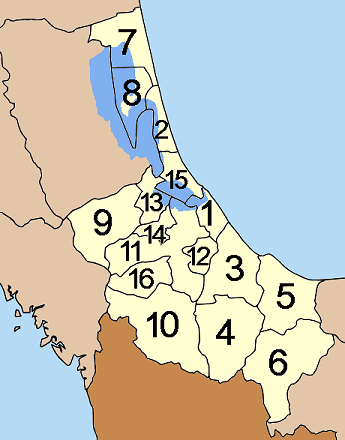
Административное деление провинции Сонгкхла

Провинция делится на 16 районов (ампхе), которые в свою очередь, состоят из 127 подрайона (тамбон) и 987 поселений (мубан):
| № | Район       | Площадь, км² | Население, чел. | №  | Район          | Площадь, км² | Население, чел. |
| - | ----------- | ------------ | --------------- | -- | -------------- | ------------ | --------------- |
| 1 | Сонгкхла    | 171,9        | 163 072         | 9  | Раттапхум      | 591,8        | 67 961          |
| 2 | Сатхингпхра | 120,0        | 50 089          | 10 | Садао          | 1 029,3      | 117 032         |
| 3 | Чана        | 503,0        | 94 395          | 11 | Хатъяй         | 852,8        | 359 813         |
| 4 | Натхави     | 747,0        | 58 675          | 12 | Намом          | 92,5         | 20 950          |
| 5 | Тхепха      | 978,0        | 66 811          | 13 | Кхуаннианг     | 208,0        | 33 264          |
| 6 | Сабайой     | 852,8        | 63 496          | 14 | Бангклам       | 147,8        | 27 392          |
| 7 | Ранот       | 783,8        | 70 926          | 15 | Сингханакхон   | 228,0        | 79 281          |
| 8 | Красесин    | 96,4         | 16 055          | 16 | Кхлонгхойкхонг | 275,2        | 23 504          |

## Изображения

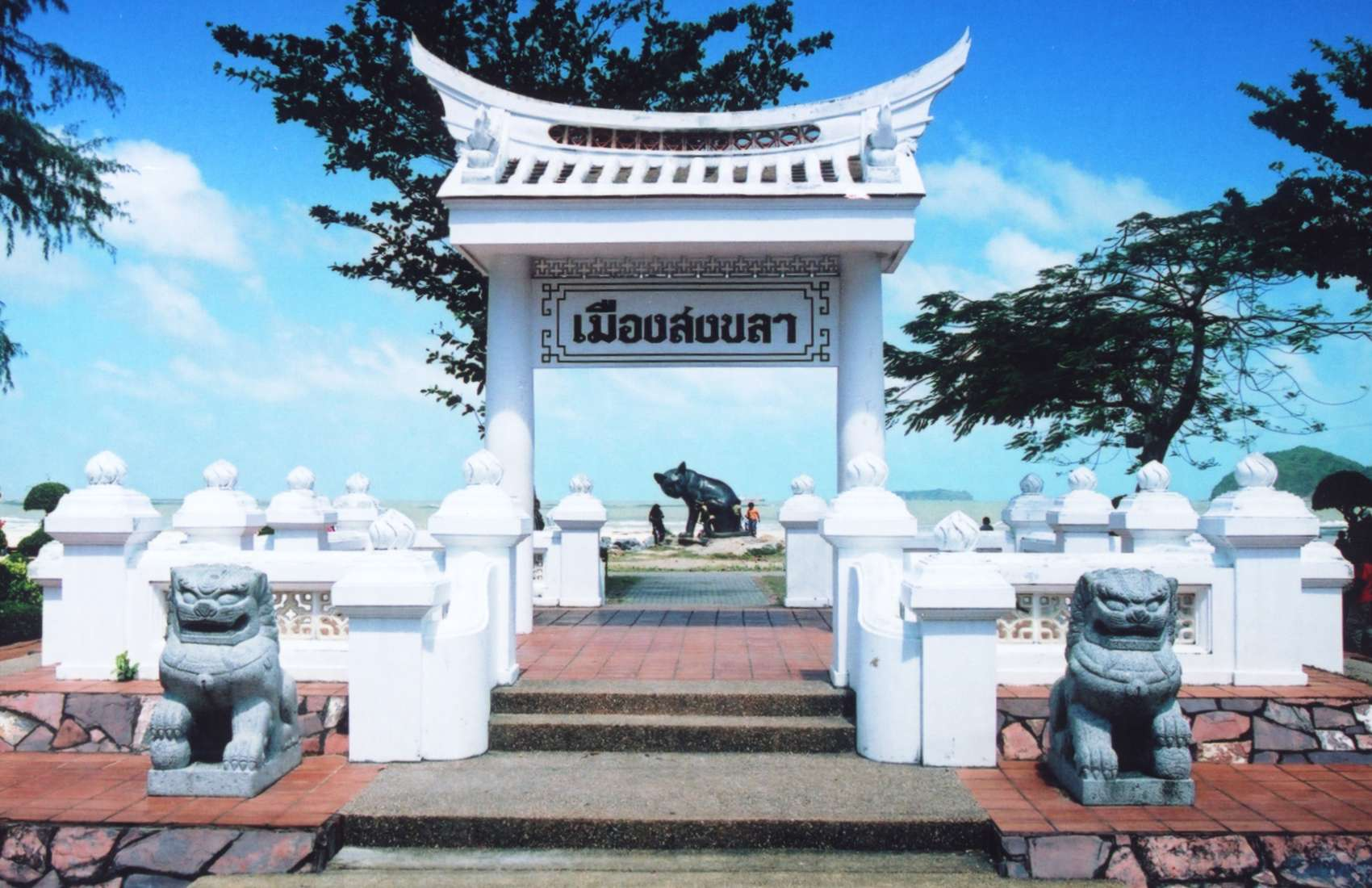
Вход на пляж Самила
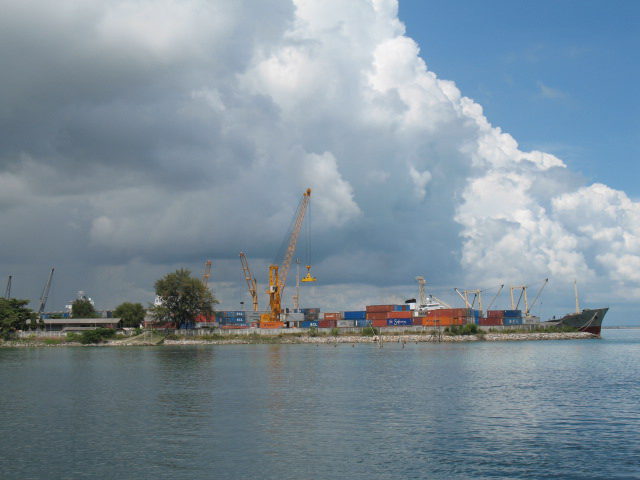
Порт Сонгкхлы
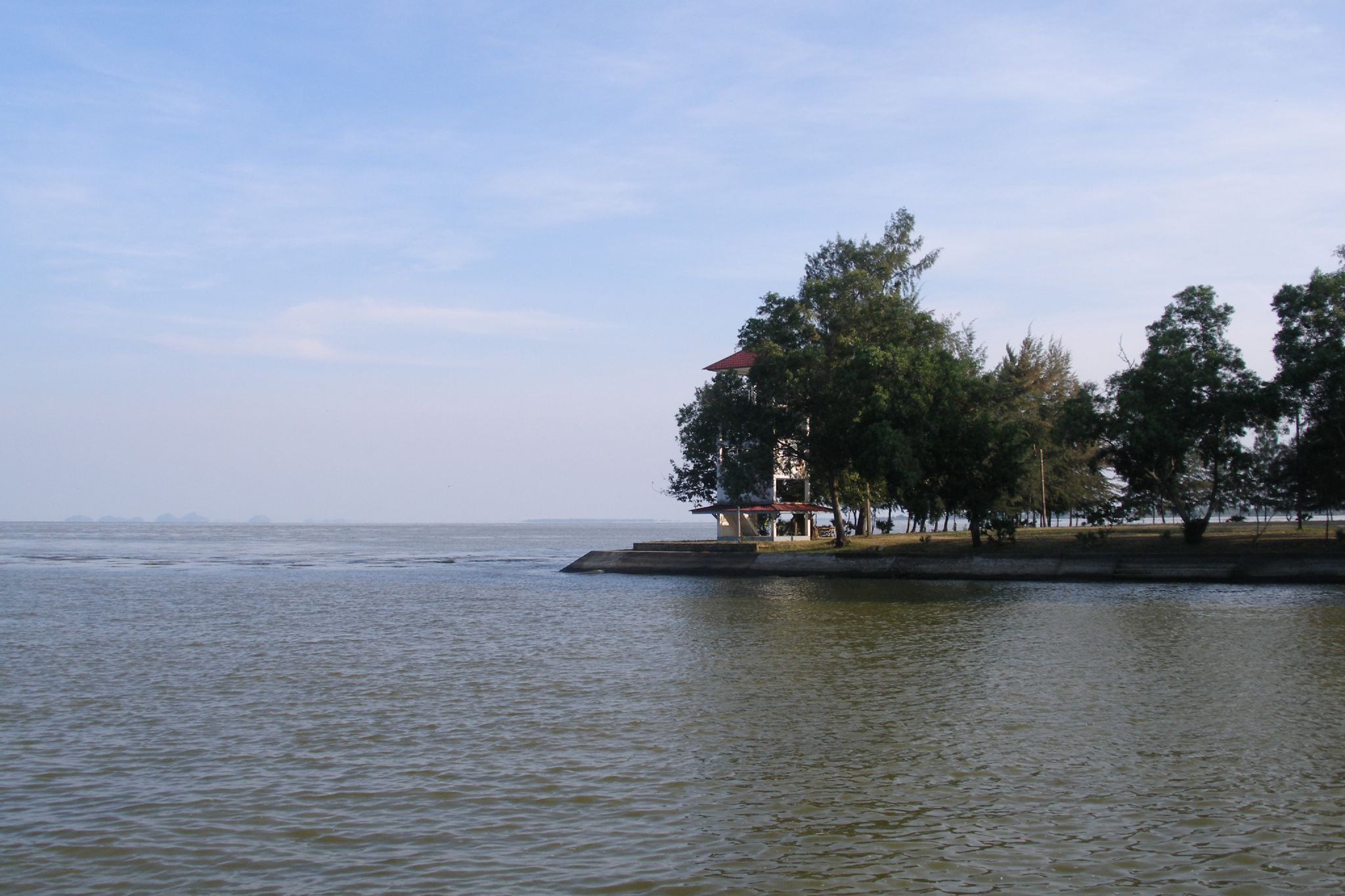
Озеро Сонгкхла